# Traité de Kiel
 Voir le traité sur Wikisource
Le traité de Kiel (en norvégien : Kieltraktaten) ou paix de Kiel (en norvégien : Kielfreden, en suédois : Freden i Kiel)  est conclu le 14 janvier 1814 à Kiel entre le Royaume-Uni et la Suède d'une part et le Danemark d'autre part. Il met un terme aux hostilités entre les parties dans le cadre des guerres napoléoniennes, durant lesquelles les Britanniques et les Suédois étaient opposés aux Français (Sixième Coalition) tandis que le Danemark était allié à Napoléon Ier.
Le traité stipule que le roi danois Frédéric VI doit rejoindre la coalition contre les Français et céder l'île de Heligoland aux Britanniques, ainsi que la majeure partie du royaume de Norvège à la Suède, en échange de la Poméranie suédoise. Les dépendances des îles Féroé, du Groenland et d'Islande, historiquement norvégiennes, sont explicitement exclues de l'échange et restent danoises, même si la Norvège conteste sans succès les revendications danoises sur le Groenland dans les années 1930.
Toutes les dispositions du traité ne sont pas appliquées. La Norvège déclare son indépendance, adopte une constitution et élit le prince danois Christian-Frédéric comme roi. La Suède refuse par conséquent de céder au Danemark la Poméranie suédoise, qui est attribuée à la Prusse par le congrès de Vienne en 1815. Après une courte guerre contre la Suède, la Norvège accepte d'entrer en union personnelle avec la Suède pour former la Suède-Norvège à la convention de Moss.

## Contexte historique
Au début des guerres révolutionnaires et napoléoniennes, les deux royaumes scandinaves du Danemark-Norvège et de Suède s'efforcent de rester neutres afin de préserver leurs intérêts commerciaux,. La politique étrangère suédoise s'infléchit lorsque le roi Gustave IV Adolphe prend en main les rênes du pouvoir à sa majorité, en 1796. Éprouvant une aversion profonde pour les idéaux de la Révolution française comme pour la personne de Napoléon Ier, il rejoint l'alliance entre le Royaume-Uni de Grande-Bretagne et d'Irlande et l'Empire russe en 1805 et déclare la guerre au Premier Empire en 1805,,. Le Royaume-Uni, en guerre avec la France depuis 1803, verse des subventions à la Suède,. Avant d'envoyer ses troupes hors de la Poméranie suédoise, longue province longeant la Prusse (en), Gustave IV Adolphe négocie un accord pour que la Prusse ne l'attaque pas,.
De son côté, le Danemark reste neutre plus longtemps que la Suède, mais il finit par rejoindre l'alliance française le 31 octobre 1807, à la suite de la bataille de Copenhague (le 7 septembre 1807) durant laquelle les Britanniques bombardent la capitale danoise et privent le royaume de sa flotte,,. La même année, les forces de Napoléon occupent la Poméranie suédoise et contraignent la Prusse et la Russie à signer le traité de Tilsit. Prétextant du refus suédois de rejoindre le blocus continental, l'empereur Alexandre Ier envahit la Finlande et l'annexe à la suite de la guerre de Finlande (1808-1809) en vertu du traité de Fredrikshamn. Gustave IV Adolphe est chassé du pouvoir et son successeur, Charles XIII, adopte comme héritier le général français Jean-Baptiste Bernadotte pour s'assurer le soutien de la France dans l'éventualité d'une revanche contre la Russie.
En 1812, les forces françaises sont décimées durant la campagne de Russie et entament leur retraite vers l'ouest. Cet échec incite Bernadotte, qui exerce la réalité du pouvoir au nom du vieux Charles XIII, à se rapprocher des adversaires de la France. Il s'allie à la Russie le 30 août 1812, avec le Royaume-Uni le 3 mars 1813 et avec la Prusse le 22 avril 1813. Le 23 mars 1813, la Suède déclare la guerre à Napoléon. Bernadotte pose comme condition de son ralliement l'acquisition de la Norvège pour compenser la perte de la Finlande, ce que le Royaume-Uni et la Russie acceptent en mai 1813, la Prusse ignorant au début cette condition. Bernadotte hésite à lancer toutes ses forces dans ce conflit et se contente dans un premier temps d'attaquer Hambourg, qui est reprise par les Français et les Danois le 30 juin. Quand la Prusse accepte finalement la revendication suédoise le 22 juillet, la Suède rejoint l'alliance de Reichenbach conclue entre la Prusse, le Royaume-Uni et la Russie. 
La campagne d'Allemagne tourne au détriment des Français. Avec trois armées (celle du Nord, commandée par Bernadotte, la principale et celle de Silésie), les alliés chassent les Français du nord de l'Allemagne. Le Danemark, qui est resté allié aux Français vu les revendications de la Suède, fait faillite. Il n'est plus en mesure de maintenir le contact avec l'armée du maréchal Davout qui est encerclé dans Hambourg tandis que les troupes russes et prussiennes entrent dans les duchés danois de Schleswig et Holstein.

## Traité entre le Danemark et le Royaume-Uni
Le traité entre le Danemark-Norvège et le Royaume-Uni est négocié par le diplomate danois Edmund Bourke (en) et l'ambassadeur britannique à la cour suédoise Edward Thornton (en). Il consiste en 14 articles, auquel deux articles sont ajoutés à Bruxelles le 7 avril suivant.
Aux termes de l'article III, le Royaume-Uni rend toutes les possessions danoises qu'il occupe au roi du Danemark, à l'exception de l'île de Heligoland dont il obtient la pleine souveraineté. L'article VI oblige le Danemark à rejoindre l'alliance contre Napoléon et à fournir une armée de 10 000 hommes aux forces alliées dans le nord de l'Allemagne, probablement sous les ordres du prince héritier de Suède. L'armée danoise doit être traitée de la même façon que l'armée suédoise et les Britanniques s'engagent à verser 400 000 livres annuellement au roi danois pour l'entretien de ces troupes, par versements mensuels dès leur entrée en service. L'article VIII est relatif à l’abolition du commerce des esclaves. Aux termes de l'article X, le Royaume-Uni promet au Danemark de négocier des compensations futures pour les pertes territoriales qu'il doit subir au profit de la Suède dans un prochain traité. L'article XIII confirme d'anciens traités dano-britanniques.
Les articles ajoutés à Bruxelles concernent les propriétés des sujets danois dans les colonies ou territoires cédés, garanties contre toute atteinte pour les trois années à venir, et un traitement égal pour les sujets du Royaume-Uni, du Danemark ou du Hanovre, qui ne doivent pas être persécutés, quel que soit le camp dans lequel ils ont participé à la guerre, leurs convictions politiques ou leurs croyances religieuses.

## Traité entre le Danemark et la Suède

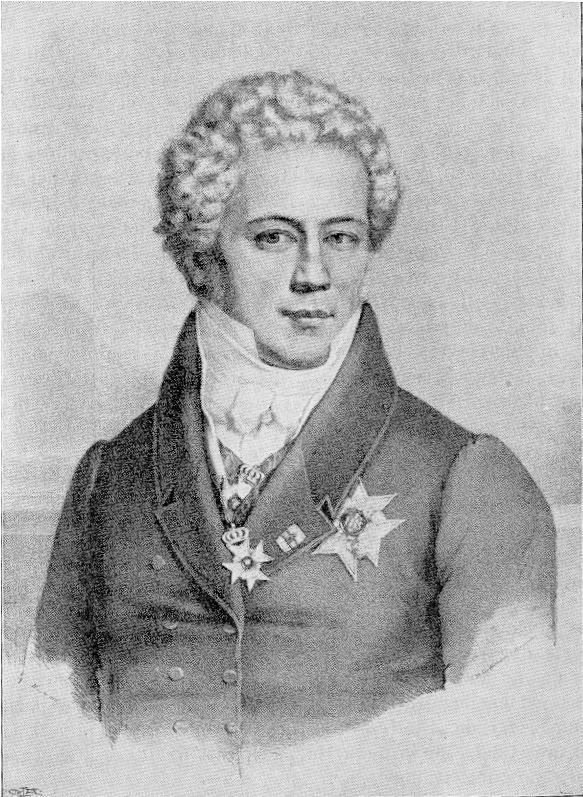
Gustaf af Wetterstedt.

Le traité entre le Danemark et la Suède est négocié entre le diplomate danois Edmund Bourke et le plénipotentiaire suédois, le baron Gustaf af Wetterstedt (en), avec une médiation britannique. Il est composé de 28 articles et d'un article séparé. Dans l'article III, le roi du Danemark promet de rejoindre la coalition contre les Français aux côtés des Suédois et fait mention du traité avec le Royaume-Uni pour confirmer son obligation de devoir mettre une partie de son armée sous contrôle de la Suède.
Dans l'article IV, le roi du Danemark, en son nom et celui de ses successeurs, renonce définitivement aux revendications sur la Norvège en faveur du roi suédois. Le royaume de Norvège est défini comme composé des diocèses de Christiansand, Bergen, Akershus et Trondheim, ainsi que des îles du littoral et des régions nordiques de Nordland et du Finnmark jusqu'à la frontière russe, à l'exception du Groenland, de l'Islande et des îles Féroé. Les sujets norvégiens sont libérés de leurs obligations envers le roi du Danemark. Dans l'article VI, la couronne suédoise reprend les dettes et obligations financières norvégiennes, dont l'étendue doit être déterminée par une commission commune dano-suédoise.
L'article VII attribue la Poméranie suédoise au Danemark. Aux termes de l'article XV, les forces suédoises doivent occuper les forteresses norvégiennes dès la ratification du traité, et abandonner la Poméranie suédoise dès qu'elles contrôlent les forteresses de Fredriksten (en), Fredrikstad, Kongsvinger et Akershus. Dans l'article XIII, le roi de Suède promet de négocier une compensation complète pour le royaume de Norvège et la Poméranie suédoise est décrite comme une preuve de ses intentions.

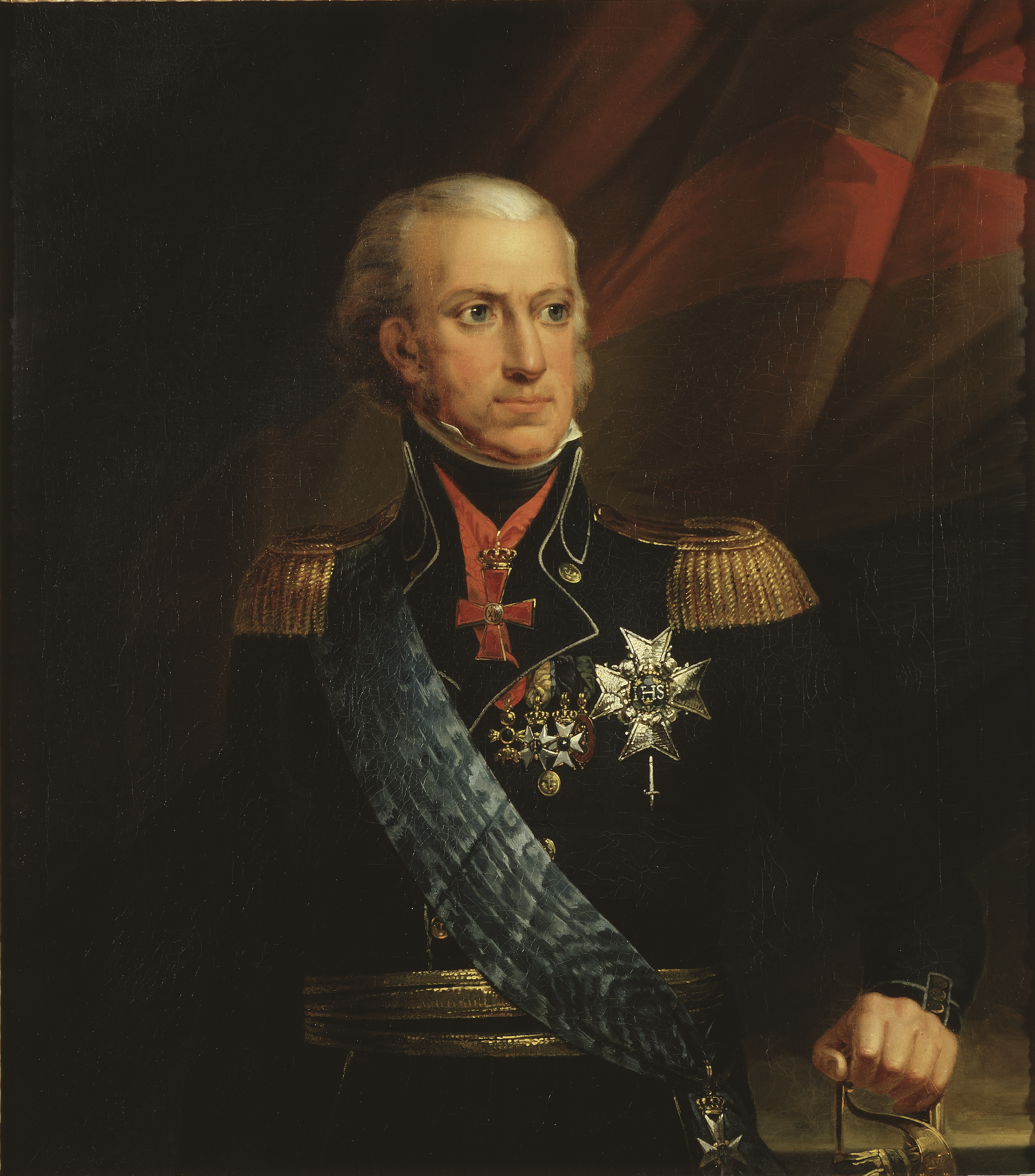
Charles XIII.

Aux termes de l'article XII, la Suède promet de maintenir l'université de Christiania et l'université de Greifswald, qui devait passer sous contrôle danois selon l'article VII et la confirmation faite avant l'échange. De plus, il est entendu dans l'article XX que les sujets du roi danois ont le choix dans les six prochaines années entre s'établir en Norvège ou au Danemark, toute propriété norvégienne n'étant pas leur résidence principale ne pouvant être vendue qu'à des Norvégiens. Les mêmes dispositions sont décrétées pour la Poméranie suédoise. Dans l'article XVI, il est conclu que tous les gouverneurs généraux et tous les officiers nés en dehors du royaume et des territoires échangés, tant qu'ils ne décident pas de rester, sont retirés de leurs bureaux. L'article XXI oblige l'administration du Danemark à livrer tous les documents administratifs et archives concernant la Norvège.
L'article XVII permet un échange mutuel de tous les prisonniers de guerre. Selon l'article XV, les armées alliées doivent quitter le duché de Schleswig, mais peuvent rester dans le duché de Holstein afin de participer à l'encerclement de Hambourg. L'article XXVII confirme les anciens traités de paix entre le Danemark et la Suède dont les dispositions n'entrent pas en conflit avec le traité de Kiel, à savoir le traité de Copenhague (1660), le traité de Stockholm (1720), le traité de Frederiksborg (1720) et le traité de Jönköping (sv) (1809). Un article à part traite de la fin des hostilités.

## Conséquences

### La Norvège

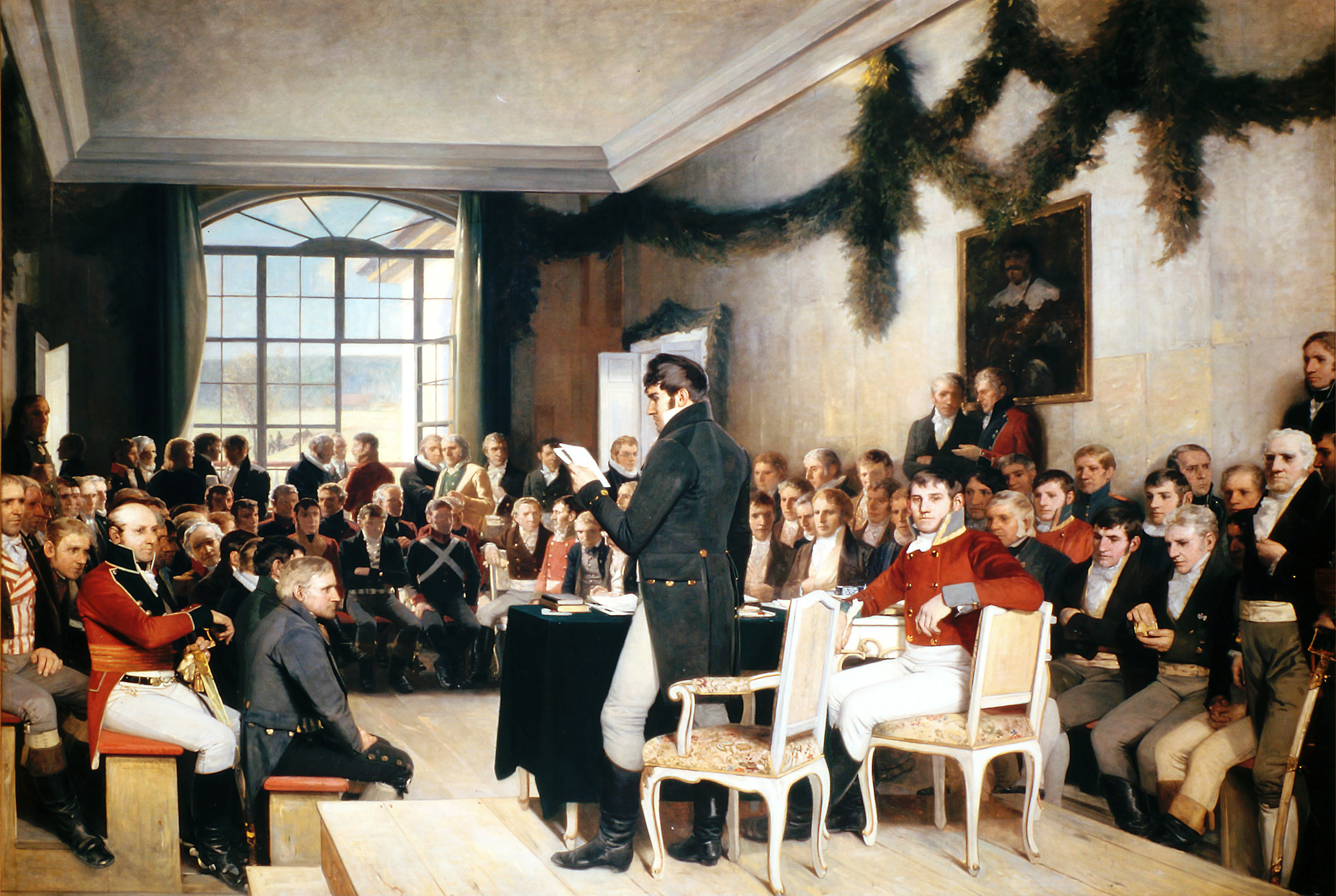
L'assemblée constituante de Norvège à Eidsvoll en 1814.

À la nouvelle du traité, le prince héritier danois Christian-Frédéric, vice-roi résident de Norvège, fonde un mouvement indépendantiste en Norvège, probablement dans le but d'une réunification avec le Danemark. Son initiative réussit, partiellement à cause de l'aide clandestine du Danemark, mais aussi grâce au soutien de plusieurs Norvégiens influents. Ils ont en effet convaincu le prince de ne pas réclamer la couronne comme héritage, mais de prendre la régence et de faire élire une assemblée constituante (en).
Le 10 avril, celle-ci se réunit à Eidsvoll pour établir une constitution norvégienne. La Norvège déclare son indépendance le 17 mai 1814 et élit Christian-Frédéric roi. Après avoir ramené ses troupes en Scandinavie, Bernadotte remporte la courte guerre suédo-norvégienne et impose l'autorité suédoise dans le pays. Christian-Frédéric abdique le 4 novembre et, après avoir effectué les modifications nécessaires aux amendements de la constitution, la Storting accepte d'élire Charles XIII roi de Norvège. C'est la naissance de l'union personnelle de Suède-Norvège, qui existe jusqu'en 1905. Sans compenser vraiment la perte de la Finlande, l'acquisition de la Norvège entraîne un rééquilibrage vers l'ouest de la politique suédoise.

### La Poméranie suédoise

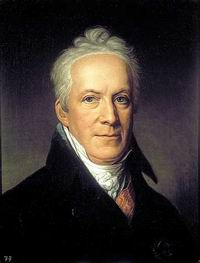
Karl August von Hardenberg.

À cause du refus de la Norvège de se soumettre, Charles XIII refuse de verser à Frédéric VI l'indemnité prévue et de lui céder la Poméranie suédoise. Le problème est réglé au congrès de Vienne, quand les grandes puissances suivent le plan de Karl August von Hardenberg, Premier ministre du royaume de Prusse, qui propose un échange de territoires entre le Danemark, le Hanovre (en union personnelle avec le Royaume-Uni), la Prusse et la Suède.
Selon le plan de Hardenberg, la Prusse cède la Frise orientale et Emden au Hanovre en échange du duché de Lauenbourg. La Prusse cède ensuite le Lauenbourg au Danemark et lui verse également 3,5 millions de thalers. Elle endosse également les 600 000 thalers de dette que le Danemark doit à la Suède, ainsi qu'un paiement supplémentaire de 2 millions de thalers à la Suède. En échange, la Suède et le Danemark renoncent tous deux à leurs droits sur la Poméranie suédoise en faveur de la Prusse. Charles XIII libère ses sujets poméraniens de leur serment de fidélité envers la Suède le 1er octobre 1815 et le 23 octobre, la région devient la province prussienne de Poméranie, avec Karl von Ingersleben comme premier haut-président.
Le Danemark apparaît comme le grand perdant de ces bouleversements géopolitiques. Le royaume a en effet perdu les deux tiers de son territoire et le tiers de sa population. Le gain du petit duché de Lauenbourg n'est pas entièrement positif, puisqu'il fait grimper à un tiers la proportion des sujets germanophones de Frédéric VI.

### Cas du Groenland oriental

La Terre d'Erik le Rouge.

Entre 1931 et 1933, la Norvège conteste au Danemark la possession du Groenland devant la Cour permanente de justice internationale à La Haye. Les Norvégiens prétendent que le Danemark n'a aucun droit sur un territoire où elle ne dispose d'aucune souveraineté et revendiquent la Terre d'Erik le Rouge, une région dans l'est du Groenland occupée par des sujets norvégiens, le 10 juillet 1931. Le 5 avril 1933, la Cour tranche que, selon le traité de Kiel et d'autres traités, le Danemark est le souverain de tout le Groenland,. C'est à ce jour le seul cas où la possession d'un territoire polaire a été décidée par une cour internationale.